# 崖门海战
崖门海战，又称厓山海战、厓门战役、厓门之役等，是南宋末年宋军与元军的一次战役，这场战争直接牽涉到南宋的存亡。宋元双方投入军队且號稱30餘万，结果在1279年告終，元军以少胜多，而宋军全军覆灭。此战之後，南宋正式滅亡，原有領土成為蒙古帝国的一部份。但蒙古人入主中原建立元朝後所編撰的《宋史》記載：“似道诛，爚死，鉴遁，宜中走海岛，宋亡。”將陈宜中於德祐二年（1276年）退走海島視為宋亡的標誌。
厓門在廣東新會。因東有厓山，西有湯瓶山，延伸入海，就像一半開掩的門，故名厓門。

## 起因

### 宋帝南逃
元军在襄樊之战大破宋军以后，直逼南宋首都临安（今浙江杭州）。德祐二年（1276年）南宋朝廷求和不成，5岁的小皇帝宋恭帝投降，臨安陷落。
宋度宗的杨淑妃在国舅杨亮节的护卫下，带着自己的儿子即宋朝二王（益王赵昰、广王赵昺）出逃，在金华与大臣陆秀夫、张世杰、陈宜中、文天祥等会合，进封赵昰为天下兵马都元帅，赵昺为副元帅。元军统帅伯颜继续对二王穷追不舍，二王只好逃到福州，並升福州為福安府為南宋的行在，治所在閩縣。不久，刚满7岁的赵昰登基成为皇帝，是为宋端宗，改元“景炎”，尊生母、宋度宗的杨淑妃为杨太后，弟弟赵昺被加封为卫王，陈宜中为丞相，张世杰为签书枢密院事，陆秀夫为端明殿学士进签书枢密院事，文天祥为少保、信国公并组织抗元。

### 元军追殺宋帝
宋端宗赵昰登基以后，元朝加紧灭宋步伐。宋端宗景炎二年（1277年），福安府沦陷，宋端宗的南宋行朝直奔泉州，张世杰要求借船，却遭到闽广招抚使、掌握泉州市舶的阿拉伯裔商人蒲寿庚拒绝。张蒲二人不和，導致蒲壽庚投降元朝。張世傑搶奪船隻出海，南宋流亡朝廷只能退到广东。井澳之役，宋端宗乘坐的帝舟傾覆，端宗差點溺死，也因此得病。左丞相陳宜中曾建議帶宋端宗到占城（今越南南部）借兵。端宗病死後，由弟弟7歲的衛王趙昺在碙州（今廣東省江门市新会区）登基，年號祥興，命陸秀夫为左丞相和太傅（皇帝的老师）張世傑護衛著趙昺逃到厓山，在當地成立行宫據點，繼續抗元。
至元十五年（1278年），丞相文天祥被張弘範部將王惟義在五坡嶺（今廣東海豐北）生擒，文天祥作詩——《過零丁洋》。今香港的九龙城的宋王臺和侯王廟都是纪念宋端宗一行人的。另外宋端宗姐亦葬於九龍城，人稱「金夫人墓」，後來由於該址興建了聖三一堂，「金夫人墓」也隨之湮沒。
陳宜中一直在海上海外組織抵抗，元朝也沒有停止過對宋抗元力量的絞殺。《元史》記載，直到1285年元朝還在頒布「追捕帝昺及陳宜中」指令。

## 厓山战事
祥兴二年（1279年），元將張弘範大舉進攻趙昺朝廷。随后，攻佔廣州不久的西夏皇族後裔元军将领李恆也帶領軍队也加入戰事，对在崖门南宋小行朝进行三面包围。
相傳宋軍兵力約20萬人，戰船千多艘，其中多为民船；元軍则7萬多人，戰船400餘艘，北方人不習海戰，多暈眩不支，但后续外围军队众多。這時宋軍中有人建議應先佔領海灣出口，保護向西方的撤退路線。張世傑却為防止士兵逃亡擾乱军心，否決建議，並下令盡焚陸地上的房屋、迫使全体军民登船作战；又將令千多艘宋軍船隻以“连环船”的办法用大繩索一字形連貫在海灣內，並且安排趙昺的“龙舟”放在軍隊中間。元軍以小船載茅草和膏脂，乘風縱火衝向宋船。但宋船皆塗泥，並在每条船上横放一根长木，以抵禦元軍的火攻。元朝水師火攻不成，以水師封鎖海灣，又以陸軍斷絕宋軍汲水、砍柴的道路。宋軍仅靠吃乾糧十餘日，口乾舌躁，許多士兵以海水解渴，臉部浮腫，大量嘔泄。元军还利用海水潮涨汐退的时势利导攻打宋军。張世傑率蘇劉義、方兴日戰元軍，張弘範擒張世傑外甥韓新，以其向張世傑三次招降不果。
二月一日戊寅，宋将陈宝投降元军。
二月二日己卯，宋军都统张达夜袭元军失败。
二月六日癸未，張弘範預備猛攻，元軍中有建議先用火炮，認為火砲可打亂宋軍的一字陣型，令其容易撤退。明日，張弘範將其軍分成四份，在宋軍的東、南、北三面皆駐一軍；张弘範自領一軍與宋軍相去里餘，並以奏乐為以總攻訊號。首先元北軍乘潮進攻宋軍北邊失敗，李恒等順潮而退。元軍假装奏乐，宋军听后以为元军正在宴会，稍微松懈了。正午時段，張弘範的水師於是正面進攻，接著用布遮蔽預先建成並埋下伏兵的船樓，以鳴金為進攻訊號。各伏兵負盾俯伏，在矢雨下駛近宋船。兩邊船艦接近，元軍鳴金撤布交戰，一時間連破七艘宋船。宋師大敗，元軍一路打到宋軍中央。這時張世傑見大勢已去，抽調精兵，并遣小舟至趙昺处，希望趙昺来張世傑船上，准备一同逃走。陆秀夫恐趙昺被人所诈，或被元军俘辱，不肯赴張世傑船。張世傑只好和蘇劉義帶領餘部三十餘隻船艦斬斷大索突圍而去。
赵昺舟大，且诸舟相连，陆秀夫眼见无法脱逃，对赵昺曰：“国事至此，陛下当为国死。德祐皇帝受辱已甚，陛下不可再辱！”便背着8岁的趙昺跳海自殺。不少後宮和大臣亦相繼跳海自殺。《宋史》記載七日後，十餘萬具屍體浮海。南宋灭亡。
張世傑希望奉楊太后的名義再找宋朝趙氏後人為主，再圖後举；但楊太后在聽聞宋帝昺的死訊後亦赴海自殺，張世傑將其葬在海邊。不久張世傑在大風雨下溺死於平章山下（約今廣東省陽江市西南的海陵島對開海面）。
文天祥因早前已在海豐被俘，被拘禁在元軍船艦上目睹了宋軍大敗；曾作詩《二月六日，海上大戰，國事不濟，孤臣天祥，坐北舟中，向南慟哭，為之詩曰》悼念。
张世杰手下一名陈姓士兵投海获救，隐居盱眙，娶妻生女。其外孙朱元璋在崖门海战的93年后推翻了元朝统治。

## 年表
厓门海战大事表：
| 元纪元            | 宋纪元         | 农历日                 | 公历纪元             | 事件 |
| ----------------- | -------------- | ---------------------- | -------------------- | --- |
| 元世祖至元十三年  | 宋端宗景炎元年 | 十一月                 | 1276年12月           | 阿拉伯裔的商人蒲壽庚投靠元朝 |
| 至元十三年~十四年 | 景炎元年~二年  | 十一月~三月            | 1276年12月~1277年4月 | 在元張弘範海军的追击下，宋端宗龙船入海航行，由福州→泉州→漳州→诏安→潮州(饶平县红螺山行营)……由于害怕城池失守，宋朝君臣大部分时间都在海上南逃，苦不堪言 |
| 至元十四年        | 景炎二年       | 四月                   | 1277年5月            | 在元军的紧紧追击下，宋端宗由大将张世杰护卫登船再次入海，由潮州红螺山行营逃到南澳(岛上的宋井遗址至今仍存) |
| 至元十四年        | 景炎二年       | 五月~十月              | 1277年6月~11月       | 宋端宗又逃到香港九龙城一带的官富场行营(现存的宋王台和侯王庙都是为纪念宋端宗而建) |
| 至元十四年        | 景炎二年       | 十月~十二月            | 1277年11月~1278年1月 | 元将张弘范、刘深等几万海军再次迫近，宋端宗从香港官富场逃去对海井澳地区。11月中旬，宋元大军发生十字门海战。(据说宋军从原先48万锐减到20万人) |
| 至元十四年        | 景炎二年       | 十二月二十二日丙子     | 1278年1月16日        | 1277年12月，在十字门战役之初，在香山岛之战中宋军失利，宋端宗于是乘龙舟北渡秀山途中，却闻知广州失陷而折返；欲南下硇洲岛却又遇到海上飓风使其舟傾覆，端宗险遭溺死；七洲洋会战，宋国舅俞如珪等被俘；元将刘琛将二千多名南宋降将囚卒押回上都；陳宜中则前往占城借兵却一去不返 |
| 至元十五年        | 景炎三年       | 四月十五日戊辰         | 1278年5月8日         | 不到10岁的宋端宗去世 |
| 至元十五年        | 景炎三年       | 四月十七日庚午         | 1278年5月10日        | 宋幼主赵昺在岡州(今新会区会城镇街道帝临里)被拥立为帝，5月23日改元为祥兴；25日改新会为祥龙县；6月28日改广州为祥龙府 |
| 至元十五年        | 宋幼主祥興元年 | 五月一日癸未朔         | 1278年5月23日        | 宋少帝昺改元为祥興(慶)，五月下旬（公元1278年6月份）命军队定驻崖山并设行营草市 |
| 至元十五年        | 祥興元年       | 十二月十四             | 1278年12月29日       | 李恆帶領的元軍再次攻入廣州 |
| 至元十六年        | 祥興二年       | 正月十四日壬戌         | 1279年2月26日        | 張弘範军队大舉進攻趙昺流亡朝廷 |
| 至元十六年        | 祥興二年       | 正月二十二日庚午       | 1279年3月6日         | 李恆援軍從廣州抵達，加入戰事 |
| 至元十六年        | 祥興二年       | 二月一日戊寅朔         | 1279年3月14日        | 陳寶降元軍 |
| 至元十六年        | 祥興二年       | 二月二日己卯           | 1279年3月15日        | 宋軍都統張達夜襲元軍失敗，张达、陈壁娘夫妇双双阵亡 |
| 至元十六年        | 祥興二年       | 二月六日癸未或七日甲申 | 1279年3月19日或20日  | 元軍以奏乐為號南北進攻，翟國秀及團練使劉俊降元軍。張世傑和蘇劉義帶領餘部斬斷大索突圍。陸秀夫背着8岁的趙昺跳海，不少后宫和大臣亦相继跳海自杀而亡。(七天后1279年3月25日，南宋十万余军民浮屍崖门海口）                                                                    |
| 至元十九年        |                |                        | 1282年初至1283年初   | 《宋史》：元軍進攻占城，陳宜中逃亡暹羅（今泰国），後來死于暹羅。 但是鄭思肖《心史》記載：陳宜中一直在海上海外組織抵抗，元朝也沒有停止過對宋抗元力量的絞殺。《元史》記載, 直到 1285年 元朝還在頒布 「追捕帝昺及陳宜中」指令。                                             |

## 影响
在抗日战争前夕，中华民国国民政府主席林森也曾专门前来崖山祭拜，目的是是要把一种精神和气节传达给当时的中国人，号召抗战到底。中华人民共和国国务院总理周恩来曾说：“崖山这个地方的历史古蹟是有意义的，宋朝虽然灭亡了，但当时许多人继续坚持抗元斗争，保持了民族气节。”
崖门海战之后，漢民族建立的宋朝徹底步入滅亡。网络流傳「崖山之后无中華」这一说法，有人質疑是日本學者內藤湖南所創，然而“崖山之后无中华”原本出自南明遗民錢謙益的诗句「海角崖山一線斜，從今也不屬中華」，这句话与日本京都学派无关。
中國歷史學博士葛劍雄反對「崖山之后无中國」一說，他指出与南宋对峙时的蒙古已经灭了金朝，占有传统的中原和中国北方的大部分。特别是以“大哉乾元”得名建立元朝后，蒙古统治者已经以中国皇帝自居，以本朝为中国。葛劍雄認為南宋也视元朝为北朝，承认它为中国的北方部分。到元朝灭南宋，成了传统的中国范围裡的唯一政权，无疑屬於中国的延续。就是文天祥、谢枋得等至死忠于宋朝的人，也是将元朝视为当初最终灭了南朝的北朝，而不是否定它的中国地位。根据文天祥的价值观念，他是宋朝的臣子，并出任过宋朝的丞相，宋朝亡了就应该殉难，至少不能投降元朝当元廷的官。但他承认元朝取代宋朝的事实，包括他的家人、弟弟、妻子在内的其他人可以当元朝的顺民，甚至出仕。也就是说，在文天祥心目中，这是一场改朝换代，北朝战胜南朝，新朝取代前朝，在宋朝的忠臣和遗民的心目中，只会是厓山以后无宋朝，而不是厓山以后无中国。

## 當代厓門
現今厓門戰役的範圍已不可考，約位於廣東江門市新會區會城街道南約5公里，在南海與銀洲湖的相接的地方。即指以古井鎮官衝村一個無名小丘為中心，北起銀洲湖，南至厓門口，方圓數十里的水陸區域。今天這個區域已建立起大廣海灣經濟區，通行万吨巨船。當地的國母墳有可能是楊太后的陵墓。國母墳西南的碗山相傳是宋朝士兵當年曾在這裡做飯。離厓山祠約4公里，屹立於厓門對開海面的厓門奇石附近，則相傳是張世傑用來作纜躉，以大索一字形連貫千多艘宋軍船隻、陸秀夫背宋帝昺跳海和張弘範滅宋後在石上大書“鎮國大將軍張弘範滅宋於此”十二字之處。《元史·張弘範列傳》記載「磨崖山之陽，勒石紀功而還」。相傳明成化年間，御史徐瑁对石上十二字深恶痛绝，命人除去，改书“宋丞相陆秀夫死于此”九字，但因為存在爭議最終沒有刻成。1949年中华人民共和国成立后不久之後原鑿字奇石被航道部門炸毀。1964年，由田漢題字於新石碑上，新碑文為「宋少帝与丞相陆秀夫殉国于此」。当代，也有一些人组织了崖山海战的纪念活动。2011年12月11日，来自珠江三角洲的一些年轻人聚集在新会崖山祠和崖门古炮台，身着汉服，凭吊战死的宋朝文臣武將，主题为“千古英灵且安息，后生不敢忘国耻”，他们对记者说：“我们不是演戏，我们以华夏汉人的身份，来祭奠民族的英烈；我们不是复古，我们用祖先传承的衣服，来宣扬民族的传统。”

## 以此為題材的文藝作品
- 清末著名譴責小說家吳趼人的《痛史》（1902—1906連載於《新小說》雜誌，共二十七回，未完），故事以「劉秉忠降敵制朝儀，賈似道隱瞞軍情而欺君」開始，結束於「忽必烈太子蒙冤，仙霞嶺義兵撻伐對抗」。其中描寫賈似道的厚顏無恥非常地成功。全書對外族佔據中國洋溢極為悲憤的感情，大有借反元而反清的言外之意[來源請求]。
- 香港麗的電視在1979年拍攝的電視劇《怒劍鳴》以南宋末年對抗蒙古人為故事背景，電視劇末段有隱晦崖山海戰的情節。
- 日本作家田中芳樹的歷史小說《海嘯》（1997，中譯本由台灣尖端出版社2003年出版），主要敘述臨安陷落到厓山海戰這段時期中，宋朝文臣武將的奮鬥。作者刻意不以文天祥為中心，而盡量顧及張世傑、陸秀夫、陳宜中等各色各樣人物的心理與活動。
- 在李國立製作電視連續劇《天涯織女》，兩個虛構人物——宋理宗之皇女趙嘉儀（劉詩詩飾）和少將軍林慕飛（袁弘飾），倆人聯同宋朝的殘餘勢力，與元軍無數次交手，直到最後親眼目睹了崖門之役的慘敗，但是他們沒有與宋朝文臣武將自殺，相反他們逃脫了元軍的追擊。

## 南宋皇室遗民
现今廣東四邑一帶的多个村庄聚居着当年隨朝廷南下的太宗派與魏王派宋朝皇室幸存后裔，如台山斗山镇浮石和田稠赵氏，台山都斛镇赵氏，台山海宴镇赵氏，新会古井镇霞路村赵氏，新会三江趙氏，及珠海斗門崑山趙氏。
除了趙氏外，一些和趙宋皇室有聯姻的遺民，也都居住在附近一帶，在南宋理宗後越來越多。
- 謝壺山：娶宋理宗堂妹，居潮州
- 謝中正：號樂田，謝壺山子，娶郡主趙氏
- 方幼學：娶宋理宗堂妹、宋濮懿王之妹，可能是趙仲理一族，但必定是商王元份一脈，居東莞河田
- 吳少顏：娶趙氏三郡主，七郡主，宋寧宗時趙皇叔女，居潮汕，廣東唯一雙郡馬
- 梁節：娶宋理宗五妹，趙希瓐女婿，居南海佛山
- 冼文溪：娶宋理宗四妹，趙希瓐女婿，居南海西江
- 區元杰：娶宋度宗姐妹，趙希瓐孫女婿，居南海
- 聶家積（聶昌曾孫）：祖父聶發是趙氏郡主之子，家積娶宋度宗親妹，趙希瓐孫女婿，居新會象山
- 蔡豐湖：娶宋度宗妹，趙希瓐孫女婿，居澄海
- 易士熊：廣東鶴山人，1276年娶宋度宗侄女，趙希瓐曾孫女婿，時易士熊18歲，晉王郡主趙貽謀，晉王應該是未足35歲做外父，居廣東吳川
- 方道盛：娶宋度宗女，趙希瓐曾孫女婿，居開平茅岡（今开平市塘口镇碉楼群）
- 江日新：江萬里孫，娶宋度宗和楊氏之女，楊亮節外甥女，趙希瓐曾孫女婿，居石寨村
- 朱羨：號粵山，宋端宗時娶趙氏郡主，父不明，居東莞和香港元朗
- 林鋈：娶南海郡王女趙氏郡主，父背景不明，可能是建安郡王趙必迎，待考。約在宋末三主時娶的。
- 其中梁節、冼文溪、區元杰、聶家積、蔡豐湖、易士熊、方道盛、江日新本來就是一家人的，他們的趙氏郡主，出自趙希瓐家族。

### 引用
1. ↑  張弘範主戰海上，李恒主戰内河
2. 1 2  外围軍队
3. ↑  《宋史》記載七日後，十餘萬具屍體浮海
4. ↑  《续资治通鉴》卷第一百八十四：会日暮，风雨昏雾四塞，咫尺不相辨，世杰遣小舟至宋主所，欲奉宋主至其舟， 谋遁去，陆秀夫恐为人所卖，或被俘辱，执不肯赴。宋主舟大，且诸舟环结，秀夫度不得脱，乃先驱其妻、子入海，谓宋主曰：“国事至此，陛下当为国死。德祐皇 帝辱已甚，陛下不可再辱！”即负宋主同溺，后宫诸臣从死者甚众。宋主时年八岁。 世杰乃与苏刘义断维夺港，乘昏雾溃去，馀舟尚八百，尽为弘范所得。越七日，尸浮海上者十馀万人。
5. ↑  今中山市五桂山地区
6. ↑  今虎门虎头山
7. ↑  幸好老臣江万载把他救起(江万载则淹没海中身亡)，而且端宗则一病不起
8. ↑  元将刘琛以为抓到端宗
9. ↑  . 凤凰网. 2013-05-31  [2014-02-16]. （原始内容存档于2020-06-03）.
10. ↑  錢謙益. . 讀古詩詞網. 2012  [2020-02-24]. （原始内容存档于2020-12-12）. 海角崖山一線斜，從今也不屬中華。
11. ↑  . 鳳凰網. 2011-06-16  [2014-06-04]. （原始内容存档于2020-06-08）.
12. ↑  不可说厓山之后再无中国 （页面存档备份，存于），腾讯．大家，2015年7月11日
13. ↑  . 日照新闻网.   [2011年]. （原始内容存档于2012-06-25） （中文（中国大陆））.

### 书目
官修正史
- 《宋史》
- 《元史》

## 外部連結
- 新亞研究所——典籍資料庫：《宋史·本紀·第四十七·瀛國公二王附》 （页面存档备份，存于）
- 廣東僑網：新會崖門覽古
- 東涌侯王廟侯王誕
- 始祖亮節公世系溯源辨正
- 《中國帝王皇后親王公主世系錄》宋　第四篇　皇后篇
- 《中國帝王皇后親王公主世系錄》宋　第六篇　公主篇
- 義塚無碑，掩埋著一段血寫的歷史 （页面存档备份，存于）